# Kerstin Fredga

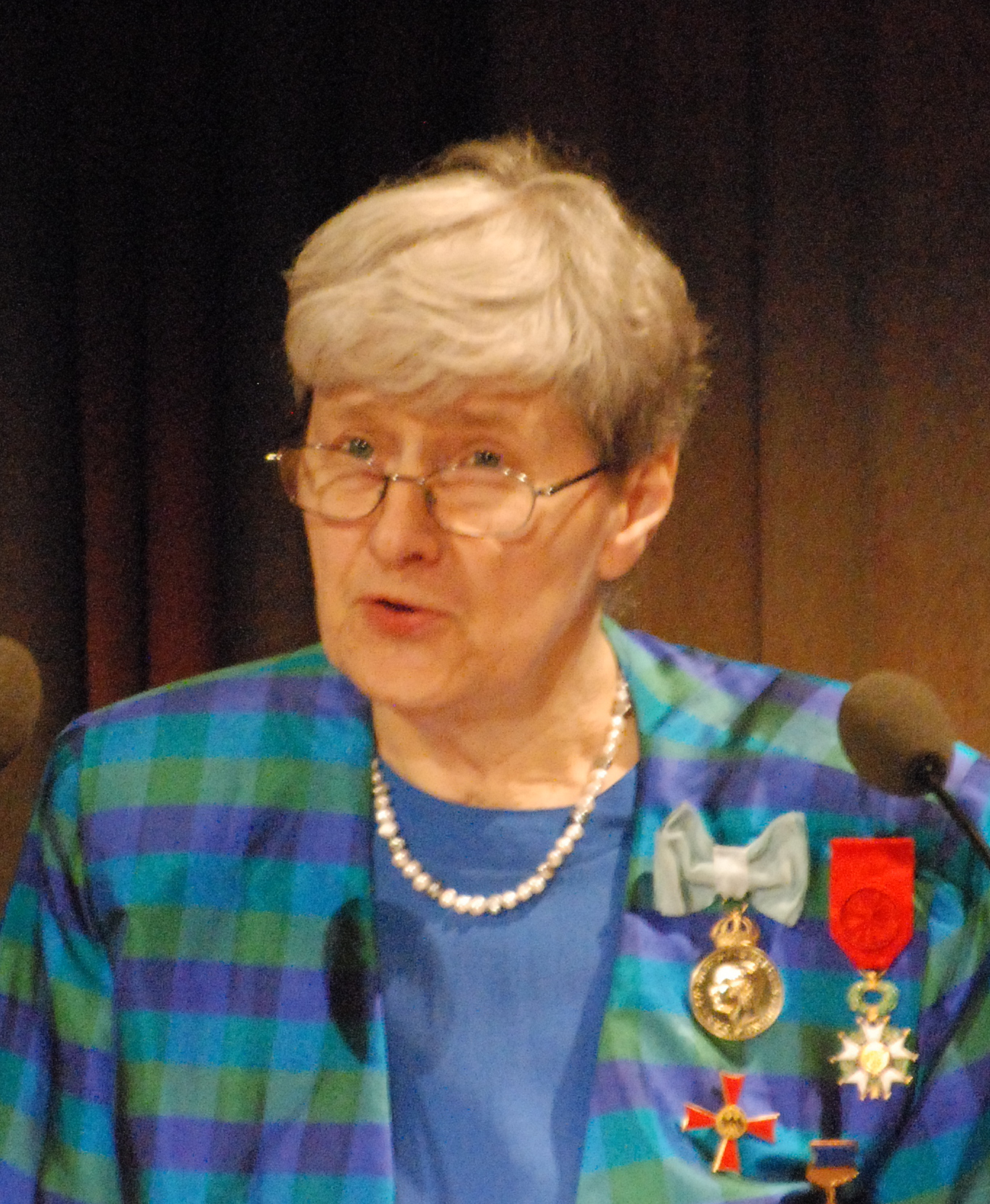
Kerstin Fredga vid Kungliga Vetenskapsakademiens högtidssammankomst i mars 2010.

Kerstin Fredga, född 16 november 1935 i Engelbrekts församling i Stockholm, är en svensk astrofysiker.
Fredga tog filosofie licentiatexamen vid Uppsala universitet 1962 och filosofie doktorsexamen i astronomi vid Stockholms universitet 1971, där hon samma år blev docent. Hennes avhandling har titeln Ultraviolet studies of the sun from sounding rockets. Hon var forskningsassistent vid Institutionen för plasmafysik på Kungliga Tekniska Högskolan i Stockholm 1963–1973 samt Research Associate vid NASA:s Goddard Space Flight Center 1964–1966 och 1968 och vid Space Research Laboratory i Utrecht 1969–1970. Åren 1973–1998 tjänstgjorde hon vid Statens delegation för rymdverksamhet (1992 namnändrad till Rymdstyrelsen): som professor i astrofysikalisk rymdforskning tillika vetenskaplig sekreterare 1973–1986, som avdelningschef och ställföreträdande överdirektör 1987–1989, som överdirektör och chef för myndigheten 1989–1995 och som generaldirektör och chef för myndigheten 1995–1998. Under sin tid vid myndigheten var hon bland annat vetenskapligt ansvarig för forskningssatelliten Viking.
Hon var vetenskaplig rådgivare till Europeiska rymdorganisationen 1982–1985, ledamot av denna organisations råd 1987–1998 och ordförande i dess vetenskapliga kommitté 1987–1990.
Fredga invaldes 1978 som ledamot av Kungliga Vetenskapsakademien, 1986 som ledamot av Kungliga Ingenjörsvetenskapsakademien och 1990 som ledamot av Kungliga Krigsvetenskapsakademien. Hon var preses i Kungliga Vetenskapsakademien 1994–1997. År 1983 tilldelades hon KTH:s stora pris.
Kerstin Fredga är dotter till Arne Fredga och syster till Karl Fredga. Hon var gift med Jan Högbom från 1968 och från 1990 gift med Inge Jonsson till hans död.